# Estadio Alejandro Serrano Aguilar
Estadio Alejandro Serrano Aguilar – to wielofunkcyjny stadion w Cuenca w Ekwadorze. Jest obecnie używany głównie dla meczów piłki nożnej i jest domową areną klubów: Deportivo Cuenca i Liga Deportiva Universitaria de Cuenca. Stadion mieści 22 830 osób. Został wybudowany i otwarty w 1945 roku.